# Kazimierz Zboiński
Kazimierz Piotr Zboiński (ur. 1 sierpnia 1898, zm. 25 września 1939 w Tomaszowie Lubelskim) – major dyplomowany piechoty Wojska Polskiego.

## Życiorys
Urodził się 1 sierpnia 1898. W roku szkolnym 1916/1917 był uczniem klasy VIIIa w III Gimnazjum im. Króla Jana Sobieskiego w Krakowie. 14 listopada 1916, w trybie przyśpieszonym, złożył egzamin maturalny.
Po odzyskaniu przez Polskę niepodległości został przyjęty do Wojska Polskiego. Uczestniczył w wojnie polsko-bolszewickiej. 1 czerwca 1921 roku pełnił służbę w Głównym Centrum Wyszkolenia Dowództwa Okręgu Generalnego Warszawa, a jego oddziałem macierzystym był 66 pułk piechoty. 3 maja 1922 roku został zweryfikowany w stopniu porucznika ze starszeństwem z dniem 1 czerwca 1919 roku i 1111. lokatą w korpusie oficerów piechoty, a jego oddziałem macierzystym był nadal 66 pułk piechoty. W tym samym roku został powołany do Wyższej Szkole Wojennej w Warszawie, w charakterze słuchacza III Kursu Normalnego, pozostając oficerem nadetatowym 66 pp Chełmnie. 1 października 1924, po ukończeniu kursu i otrzymaniu dyplomu naukowego oficera Sztabu Generalnego, został przydzielony do Oddziału I Sztabu Generalnego. 1 grudnia 1924 został mianowany kapitanem ze starszeństwem z dniem 15 sierpnia 1924 i 454. lokatą w korpusie oficerów piechoty. W marcu 1927 został przeniesiony do Biura Ogólno Administracyjnego Ministerstwa Spraw Wojskowych w Warszawie. W grudniu 1929 otrzymał przeniesienie do 38 pułku piechoty Strzelców Lwowskich w Przemyślu. W marcu 1931 został przeniesiony do Oddziału II Sztabu Głównego. Z dniem 1 listopada 1933 roku został przeniesiony do 6 pułku piechoty Legionów w Wilnie. 27 czerwca 1935 roku został mianowany majorem ze starszeństwem z dniem 1 stycznia 1935 roku i 25. lokatą w korpusie oficerów piechoty. W sierpniu 1935 został przeniesiony do 4 Dywizji Piechoty w Toruniu na stanowisko szefa sztabu. Później przeniesiony do 2 pułku Strzelców Podhalańskich w Sanoku, w którym w 1939 był dowódcą I batalionu.
W czasie kampanii wrześniowej walczył na stanowisku szefa Oddziału II sztabu Grupy Operacyjnej „Bielsko”. W nocy z 18 na 19 września 1939 w czasie walk w rejonie Maziły-Podlesina został ciężko ranny. Zmarł 25 września 1939 w szpitalu powiatowym w Tomaszowie Lubelskim w następstwie odniesionych ran. Został pochowany na miejscowym cmentarzu parafialnym.

## Ordery i odznaczenia
- Krzyż Walecznych
- Złoty Krzyż Zasługi (dwukrotnie: 19 marca 1937[20], 10 listopada 1938[21])
- Medal Niepodległości (3 czerwca 1933)[22]
- Srebrny Krzyż Zasługi